# Crewe-by-Farndon
Crewe-by-Farndon är en by i civil parish Farndon, i distriktet Cheshire West and Chester, i Storbritannien. Det ligger i grevskapet Cheshire och riksdelen England, i den södra delen av landet, 250 km nordväst om huvudstaden London. Crewe-by-Farndon/Crewe var en civil parish 1866–2015 när blev den en del av Farndon. Civil parish hade 16 invånare år 2001. Byn nämndes i Domedagsboken (Domesday Book) år 1086, och kallades då Creuhalle.